# Malaville
Malaville korábbi község Franciaországban, Charente megyében. Lakosainak száma 411 fő (2018. január 1.). Malaville Birac, Bonneuil, Éraville, Nonaville, Touzac és Viville községekkel határos.
2017. január 1-jén négy másik korábbi községgel egyesült és az így létrejött Bellevigne új község része lett.

## Népesség
A település népessége az elmúlt években az alábbi módon változott:
| Lakosok száma | 427  | 430  | 1364 | 418  | 411  |
|               | 2013 | 2015 | 2016 | 2017 | 2018 |